# Vicente Guaita
Vicente Guaita Panadero (* 10. Januar 1987 in Torrent) ist ein spanischer Fußballtorwart.

## Karriere
Guaita durchlief die verschiedenen Jugendmannschaften des FC Valencia, ehe er zur Saison 2008/09 den freigewordenen Platz des zurückgetretenen Santiago Cañizares in der ersten Mannschaft Valencias einnahm. Nachdem auch Timo Hildebrand von Coach Emery auf die Tribüne verbannt wurde, wurde Guaita die Nummer 2 hinter Renan. Sein Debüt für Valencia gab er am 18. Oktober 2008 im UEFA-Pokal-Spiel gegen Marítimo Funchal.
Als Renan sich im Januar beim Spiel gegen Athletic Bilbao verletzte, musste Guaita beim Stand vom 2:1 ins Tor. Das Spiel ging am Ende durch einen Elfmeter in letzter Minute mit 2:3 verloren. Aus diesem Grund sah sich Valencia gezwungen, einen neuen Keeper, César Sánchez, zu holen, so dass Guaita nur noch die Nummer 3 bei Valencia war. Die Saison 2009/10 spielte Guaita leihweise bei Recreativo Huelva.
Nach den Verletzungen der beiden Torhüter César Sanchez und Miguel Ángel Moyà wurde Guaita im Winter 2010 zur neuen Nummer 1 des FC Valencia und konnte sich innerhalb kürzester Zeit als Stammspieler etablieren.
Zur Saison 2014/15 wechselte Guaita zum FC Getafe. In seiner zweiten Saison bei seinem neuen Verein stieg er mit Getafe als Tabellenvorletzter in die zweite Liga ab. Nach dem direkten Wiederaufstieg, bestritt er in der Primera División 2017/18 33 Ligaspiele für seinen Verein und schloss die Spielzeit mit dem Aufsteiger auf einem guten achten Platz ab.
Zu Beginn der Saison 2018/19 wechselte Vicente Guaita nach England und schloss sich dem Erstligisten Crystal Palace an. Nachdem er zunächst Wayne Hennessey den Vortritt lassen musste, eroberte sich der Spanier im Saisonverlauf der Premier League 2018/19 den Platz im Tor und absolvierte 20 Ligapartien. Die kommenden drei Spielzeiten verbrachte er mit Crystal Palace im Tabellenmittelfeld der Premier League und konnte seinen Platz im Tor des Londoner Vereins behaupten.
Am 1. September 2023 wechselte Vicente Guaita nach Spanien zum Erstligisten Celta Vigo.